# The Thicket
The Thicket es el segundo álbum de estudio de David Grubbs, lanzado el 15 de septiembre de 1998 por Drag City.

## Lista de canciones
Todas las canciones escritas y compuestas por David Grubbs. 
| N.º | Título                  | Duración |  |
| 1.  | «The Thicket»           | 4:35     |  |
| 2.  | «Two Shades Of Blue»    | 4:15     |  |
| 3.  | «Fool Summons Train»    | 6:30     |  |
| 4.  | «Orange Disaster»       | 2:01     |  |
| 5.  | «Amleth's Gambit»       | 5:30     |  |
| 6.  | «40 Words on "Worship"» | 1:42     |  |
| 7.  | «Swami Vivekananda Way» | 1:25     |  |
| 8.  | «Buried in the Wall»    | 3:34     |  |
| 9.  | «On "Worship"»          | 5:24     |  |